# Инерка
Инерка — крупное озеро, расположенное в Республике Мордовия в долине реки Сура в 17 километрах от села Большие Березники. В переводе с эрзянского его название означает «великое озеро» («ине» — великий, «эрьке» — озеро).
Длина озера около 3 километров, максимальная ширина — 215 м, максимальная глубина — 12 м (средняя — 7 м). Площадь, занимаемая озером, составляет 44,2 гектара
.
Инерка — озеро водно-эрозионного типа, это одно из цепи озёр, возникших в старом русле Суры. Вода в озере пресная, сохраняет прозрачность до двух метров глубины.
В Инерке обитает много видов рыб, есть места гнездования водоплавающих птиц, куликов, крачек, растут кувшинки. Постановлением Совета Министров Мордовской АССР от 6 марта 1983 года озеру придан статус памятника природы республиканского значения
.
В начале 1990-х годов учёные обратили внимание, что узкий перешеек между Инеркой и Сурой (составлявший в 1991 году всего 50-60 метров) с каждым годом уменьшается. Поскольку озеро находится выше уровня Суры, при слиянии озера с рекой вода из Инерки вытекла бы в русло реки, и озеро превратилось бы в болото. Поэтому русло Суры в этом месте пришлось изменить, отведя его в сторону на 350 метров, таким образом озеро было спасено.
Окрестности озера покрыты лесами, которые богаты грибами и ягодами. В наши дни, начиная с 1990-х, у озера с нарушениями законодательства построено значительное количество дач местных чиновников, неоднократно ставших поводом для споров.
Каждый год в конце октября у озера проводят соревнования на внедорожниках. Зимой на Инерке проходят съёмки проектов «Ледниковый период» и «Звёзды на льду», а также другие мероприятия: массовые и спортивные, танцевальные вечеринки и концерты. Летом местные туристические услуги предлагают дайвинг. Однако в результате рекреации и строительства местность сильно замусорена и некоторые виды редких растений в озере стали исчезать.